# Arctia planckii
Arctia planckii är en fjärilsart som beskrevs av Wize 1936. Arctia planckii ingår i släktet Arctia och familjen björnspinnare. Inga underarter finns listade i Catalogue of Life.